# Coesor
Coesor era um tubo de material isolante (geralmente vidro ou ebonite), contendo limalha metálica em seu interior e com um eletrodo (borne) em cada extremidade. 
Era utilizado como detector de sinais nos primórdios do rádio, sinais estes que, na época, eram produzidos por geradores de centelhas (faiscadores,"Spark Gaps") chamados "Bobinas de Ruhmkorff ou de Tesla (veja também Bobina de Tesla), acoplados a um dispositivo contendo duas esferas metálicas ôcas, chamado "Ressoador de Hertz".
Cada vez que o coesor recebia um sinal eletromagnético, estas limalhas uniam-se melhorando a condutividade elétrica do tubo. Desta forma era detectado um sinal, o que na época era ideal para receber e amplificar os sinais em Código Morse.
Entretanto o dispositivo tinha um inconveniente. Assim que ele recebia um sinal de radiofrequência, as limalhas ficavam unidas e não era mais possível detectar um próximo sinal. Para solucionar o problema usava-se então um martelinho para dar pequenas pancadas no tubo o que fazia com que as limalhas se soltassem, possibilitando a detecção de um novo sinal.
Por essas desvantagens, o Coesor tornou-se rapidamente obsoleto, sendo substituído pelo "detector de Galena (Marconi e Braun) (base do antigo Rádio de galena) e depois pela Válvula eletrônica ( de Lee De Forest).
Fazendo uma analogia com a tecnologia atual, hoje diodos detectores são usados no lugar do coesor e osciladores no lugar dos "ressoadores de Hertz".